# کانفیکر

کانفیکر (به انگلیسی: Conficker) یا داونادآپ (به انگلیسی: Downadup) یک کرم رایانه‌ای است که از اکتبر سال ۲۰۰۸ ظاهر شد و سیستم‌های عامل ویندوز را مورد هدف قرار دارد.اگر رایانه‌ای به این ویروس آلوده شده باشد این احتمال هست که اطلاعاتی از درون سیستم قربانی به بیرون منتقل بشود.این کرم در اوج زمان گسترگی در میلیون‌ها رایانه گسترش یافت.این کرم توانست به رایانه‌های ارتش‌های آلمان، انگلیس و فرانسه هم نفوذ کند و عملکرد آنها را مختل سازد.کانفیکر معمولاً از راه اینترنت یا استیکرهای «یو اس بی» به سیستم قربانی وارد می‌شود.شرکت مایکروسافت در پی ناتوانی در یافتن خالق این کرم مبلغ ۲۵۰ هزار دلار برای کسی که بتواند اطلاعات مفیدی در مورد سازندگان و سرور کرم کانفیکر در اختیار آنها بگذارد جایزه تعیین کرد.احتمال می‌رود روز چهارشنبه ۱۲ فروردین (اول آوریل ۲۰۰۹) این کرم طریقه آلوده سازی، به‌روزرسانی و اتصال به سرور خود را تغییر دهد.